# Gyula Benczúr
Gyula Benczúr (28 de janeiro de 1844, Nyíregyháza - 16 de julho de 1920, Szécsény ) foi um pintor e professor de arte húngaro . “Expoente destacado do academicismo”, especializou-se em retratos e cenas históricas. Foi “considerado um dos maiores mestres húngaros do historicismo”.

## Biografia

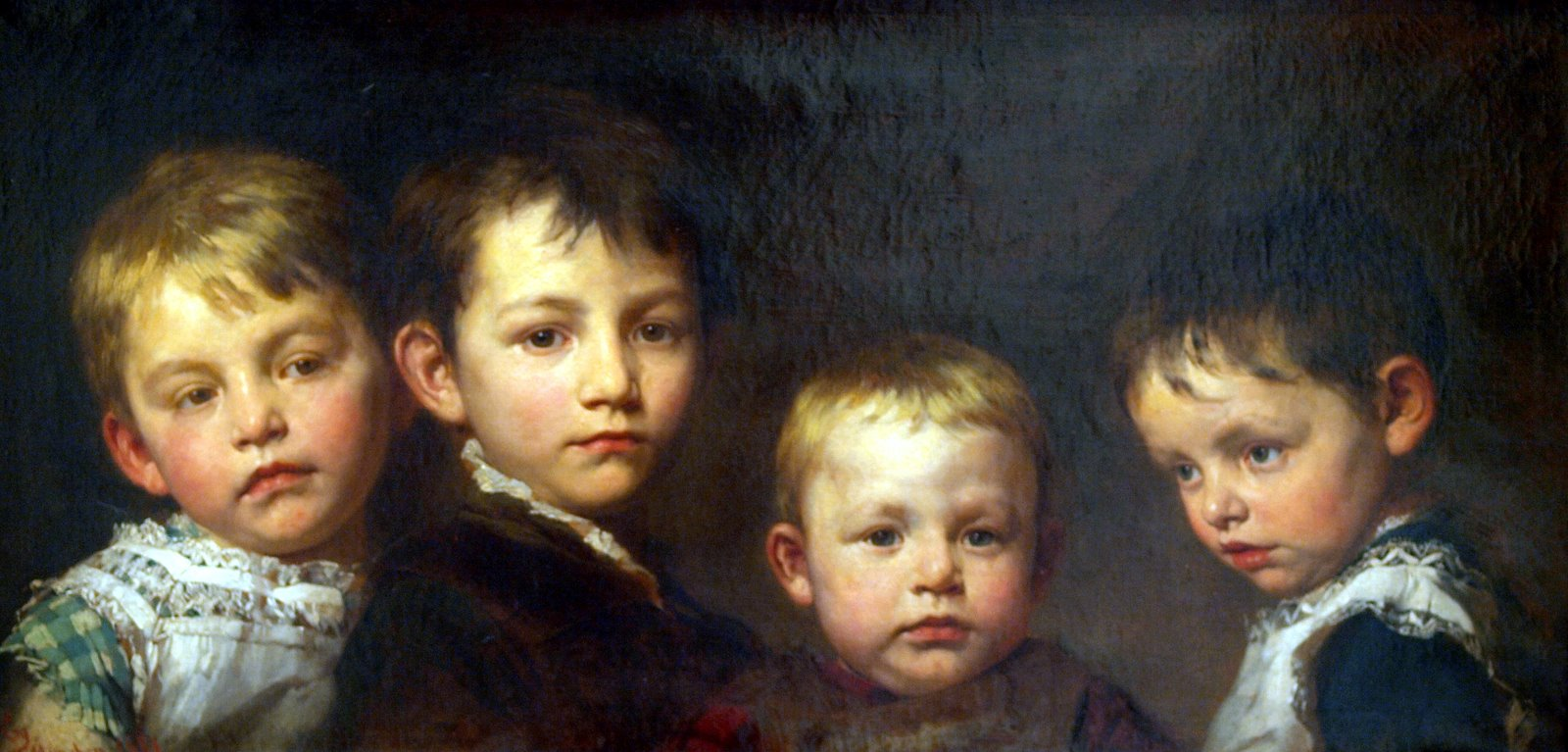
Meus filhos (1881)

Benczúr nasceu na cidade de Nyíregyháza, em 28 de janeiro de 1844. Seus pais foram Vilmos Benczúr e Paulina Laszgallner. Ele veio de uma antiga família nobre por parte de pai. Sua família mudou-se para Kassa (hoje Košice) quando ele ainda era jovem; ele demonstrou um talento precoce para o desenho. Começou seus estudos em 1861 com Hermann Anschutz e Johann Georg Hiltensperger (1806-1890). De 1865 a 1869, estudou com Karl von Piloty. Em 1869, Benczúr viajou para a Itália para prosseguir seus estudos.[carece de fontes?]
Ele alcançou sucesso internacional em 1870, quando venceu o concurso nacional húngaro de pintura histórica com sua representação do batismo do Rei Estêvão. Ele então auxiliou Piloty com os afrescos do Maximilianeum e da Rathaus em Munique, além de ilustrar livros de Friedrich Schiller. O rei Ludwig II da Baviera lhe deu várias encomendas. Em 1873, em Munique, ele se casou com Lina, irmã do pintor local Gabriel von Max. No verão de 1874, o rei o enviou à França para estudar em Fontainebleau.
Ele foi nomeado professor na Academia de Belas Artes de Munique, em 1875. Logo depois, ele construiu uma casa em Ambach, no Lago Starnberg. Em 1883, ele retornou à Hungria, onde continuou a ser professor de arte. Um de seus alunos mais ilustres foi o pintor americano nascido na Suíça Adolfo Müller-Ury. Mais tarde, Benczúr se tornou prestigiado na classe alta húngara, pintando vários retratos de reis e aristocratas. Ele também criou algumas obras religiosas; notavelmente retábulos para a Basílica de Santo Estêvão e o Castelo de Buda.[carece de fontes?]
Ele foi um membro honorário da Academia Húngara de Ciências. Ele passou seus últimos anos em Dolány, condado de Nógrád, no norte da Hungria. Após sua morte, a vila foi nomeada Benczúrfalva em sua homenagem.

## Pinturas selecionadas

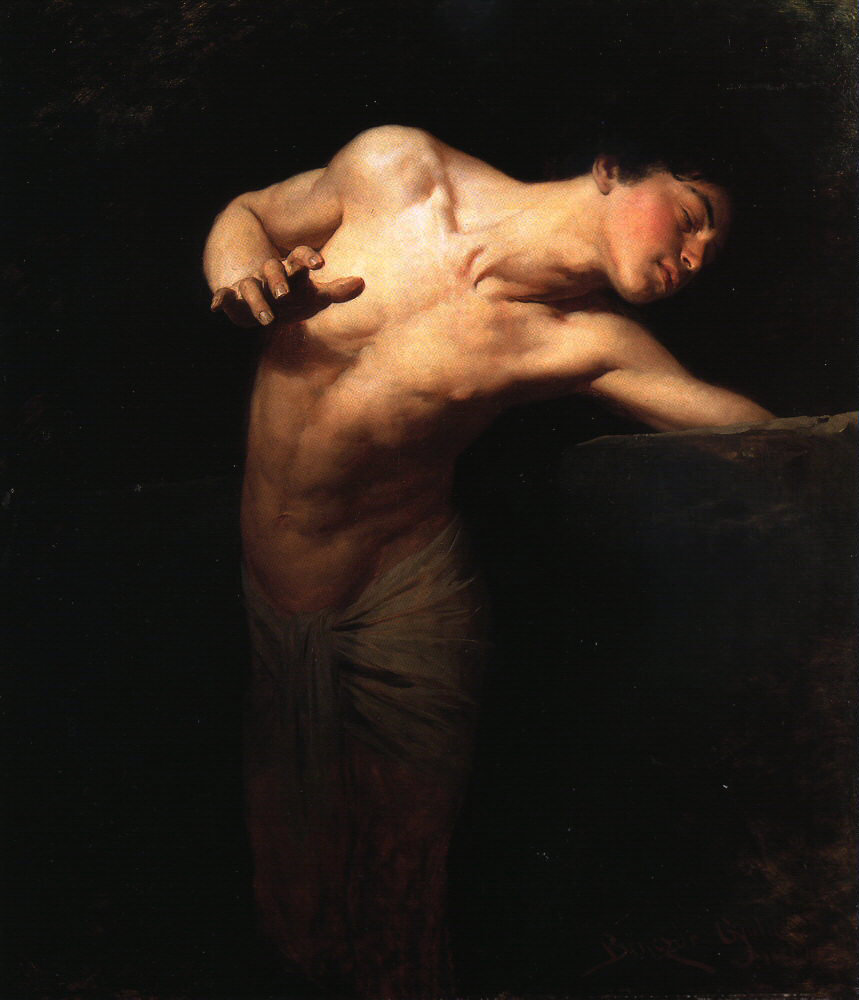
Narciso
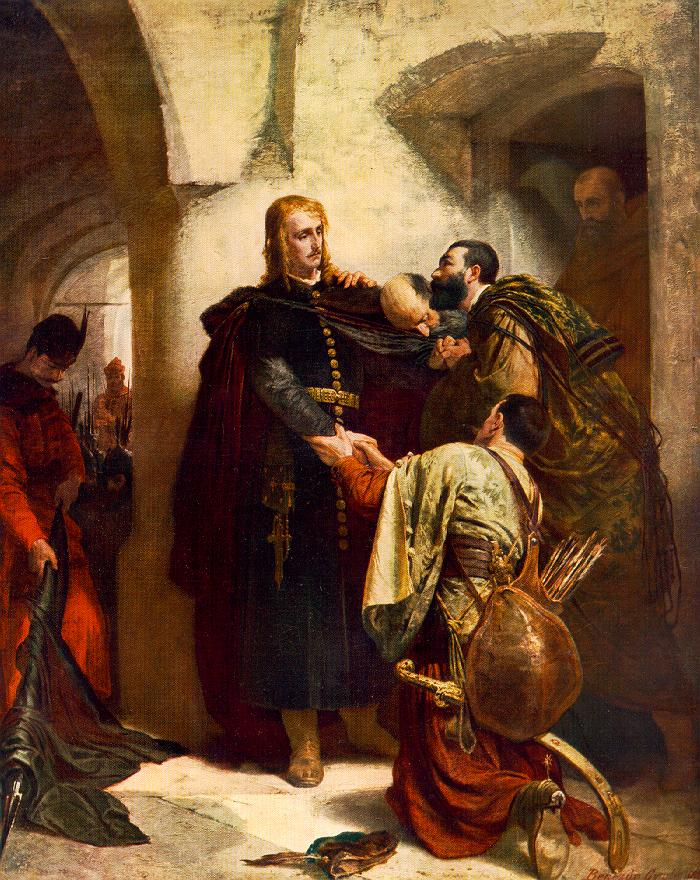
A despedida deLadislau Hunyadi
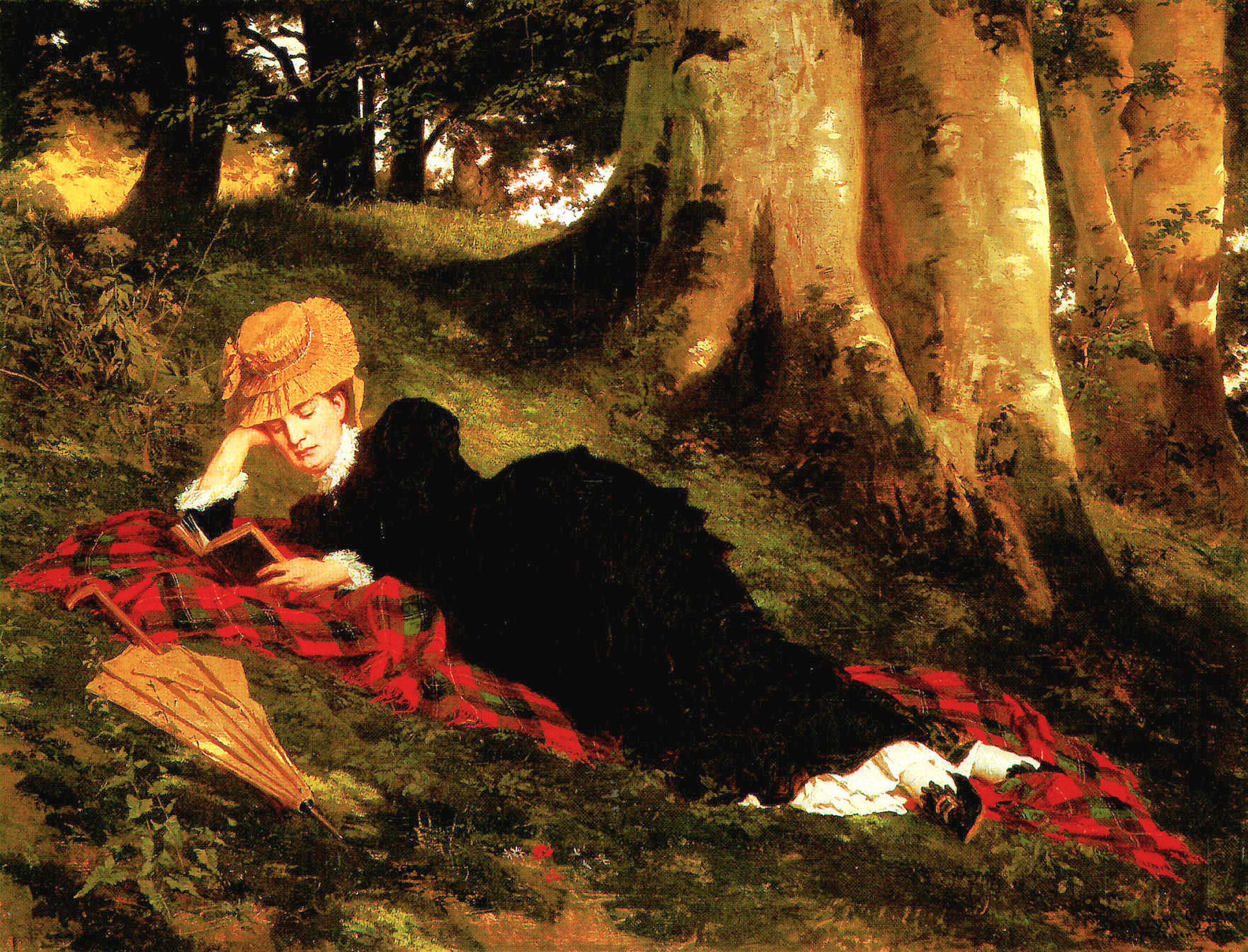
Lendo na Floresta
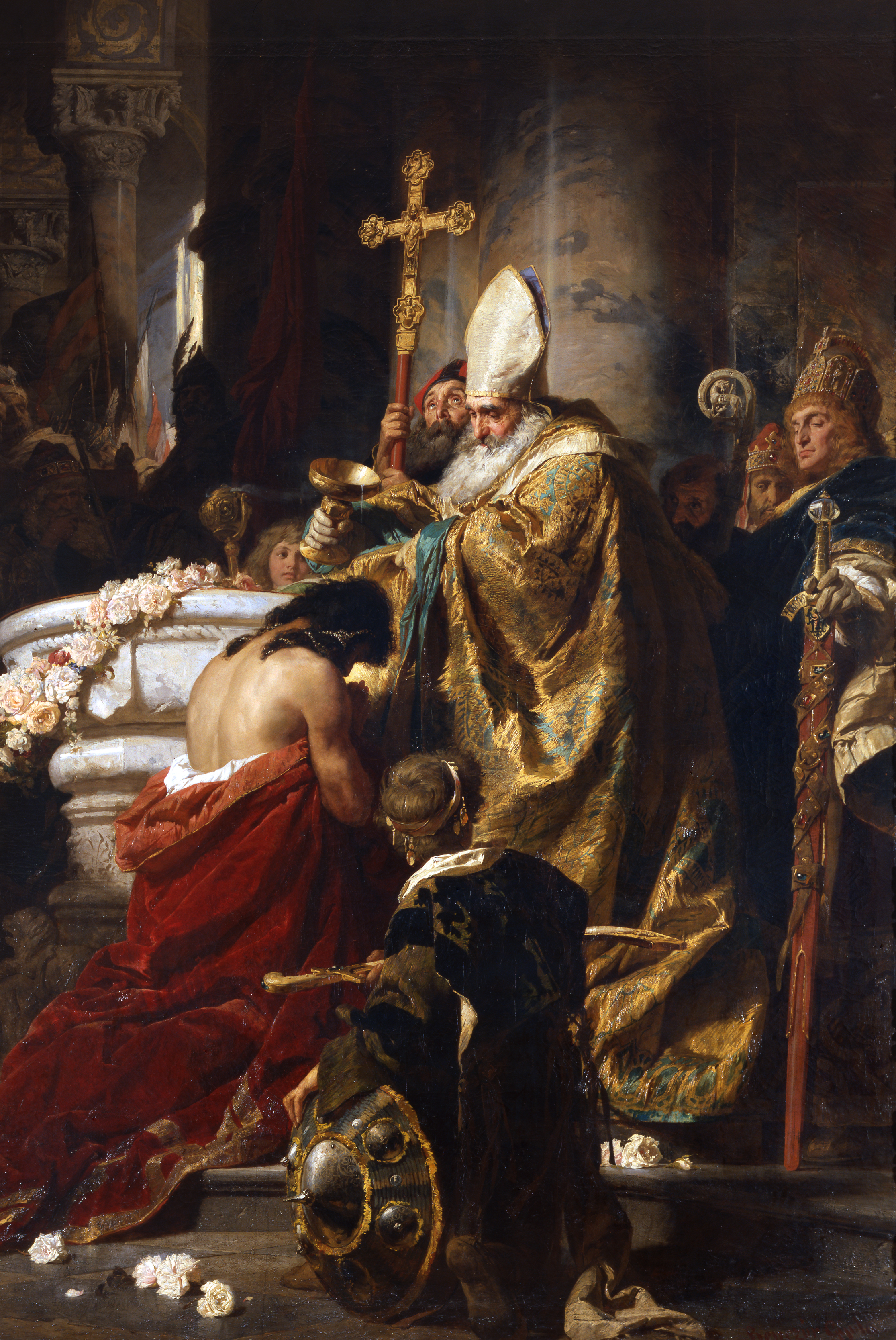
O Batismo deEstêvão I
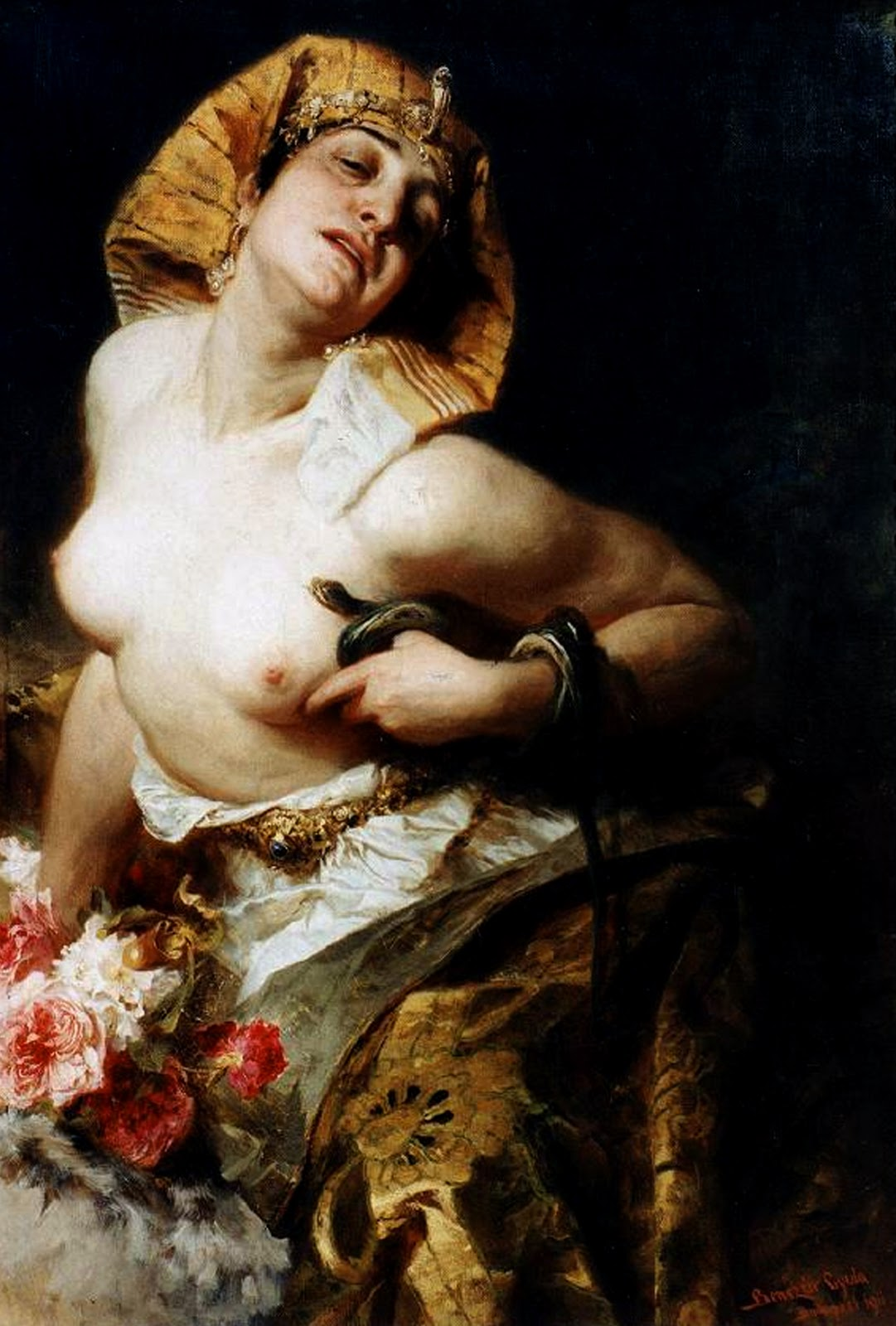
Cleópatra
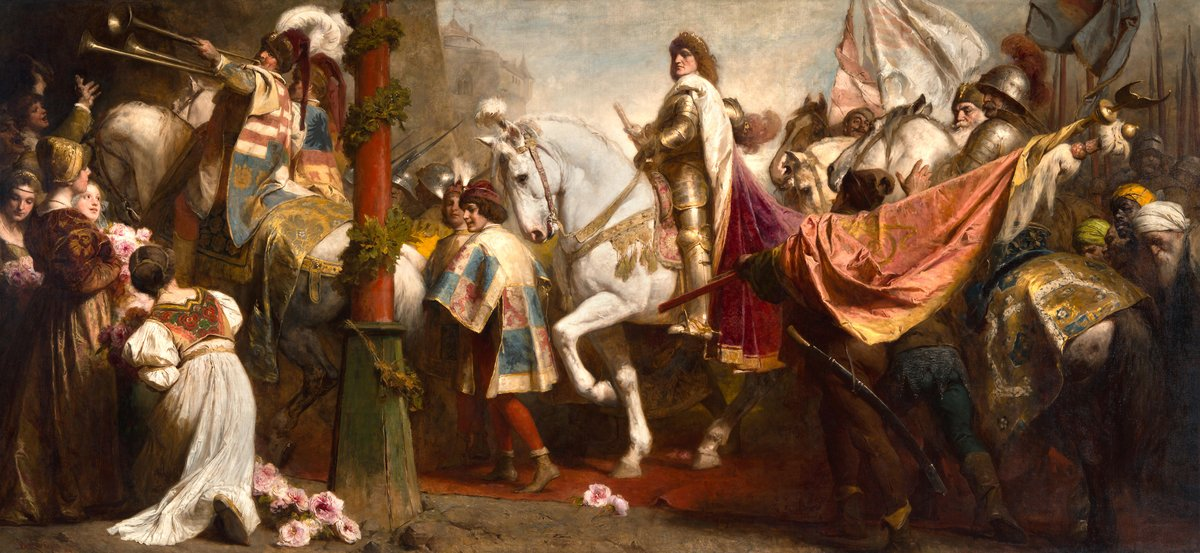
O triunfante Matias (1919, Galeria Nacional Húngara, Budapeste)
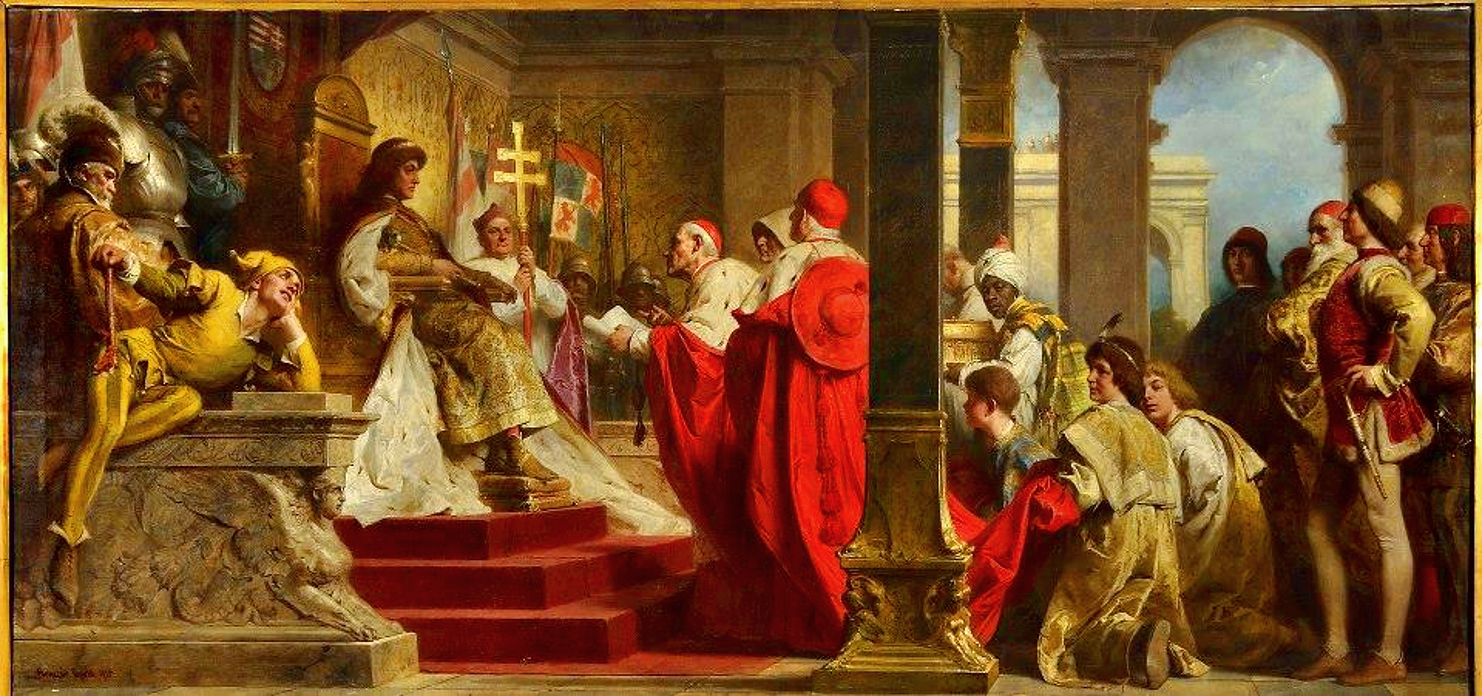
O rei Matias recebe os legados papais (1915)